# Sven Hansson
Sven Hansson (* 16. März 1912; † 14. Juli 1971) war ein schwedischer Skilangläufer.
Hansson, der für den Lima IF startete,  lief beim Wasalauf 1935 auf den neunten Platz. Im folgenden Jahr gewann er mit einer Zeit von 6:31,55 h. diesen Lauf. Bei den Nordischen Skiweltmeisterschaften 1937 in Chamonix errang er jeweils den vierten Platz über 18 km und mit der Staffel. Zudem wurde er im Jahr 1937 schwedischer Meister über 30 km. und Sechster beim Wasalauf. Im folgenden Jahr holte er bei den Nordischen Skiweltmeisterschaften in Lahti die Bronzemedaille mit der Staffel. Zudem belegte er dort den 16. Platz über 50 km und den 15. Rang über 18 km. Beim Wasalauf 1939 und 1941 errang er jeweils den dritten Platz.